# 이상철 (1893년)

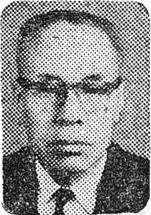
이상철(1960년 이전)

이상철(李相喆, 1893년 ~ 1979년 11월 27일)은 언론인 출신으로 대한민국의 2대, 5대, 6대 국회의원을 지낸 정치인이다.
충청남도 청양 출생이다. 일본 메이지 대학 법과를 졸업하고, 동아일보·조선일보, 그리고 매일신문의 사회부·정치부 기자로 활동하였다. 자유신문사 부사장도 역임하였다.
1950년 무소속으로 제2대민의원선거에 출마하여 고향인 청양에서 당선되었으며, 국회운영위원회 위원장으로 선출되었다. 1957년 민주당 중앙위원회부위원장으로 선임되었다. 1960년 제5대 민의원선거에서도 민주당 소속으로 같은 선거구에서 당선되었으며, 1963년 제6대 선거 때에는 국민의당의 공천으로 청양·홍성 지구에서 당선되었다.
제5대 민의원으로 당선된 뒤 체신부장관과 내무부장관을 역임하였다. 1965년에는 국회부의장이 되었으며, 1969년에는 신민당의 고문으로 위촉되었다. 그 외에도 민주당 지도위원, 민중당 지도위원을 역임하였다.

## 역대 선거 결과
|  | 31.38% |

|  | 100.00% |

|  | 21.36% |

|  | 49.21% |

|  | 64.26% |

|  | 38.63% |

## 참고 자료
- 이상철 - 대한민국헌정회
- 이상철(李相喆) - 한국학중앙연구원

| 전임 최용덕 | 제11대 체신부 장관 1960년 8월 23일 ~ 1960년 9월 11일 | 후임 조한백 |

| 전임 홍익표 | 제22대 내무부 장관 1960년 9월 12일 ~ 1960년 10월 13일 | 후임 현석호 |